# Marcia Barrett
Marcia Barrett (nacida el 14 de octubre de 1948, Saint Catherine, Jamaica) es una bailarina, cantante y compositora jamaiquina, integrante de la formación original del grupo Boney M.

## Biografía
Marcia, nacida el 14 de octubre de 1948 en Saint Catherine, Jamaica, nunca intentó ser una estrella. Planeó construirse un futuro estable, tal y como lo intentó su madre cuando se trasladó con sus dos hijas (una de ellas Marcia) desde Jamaica hacia Inglaterra, dejando atrás al padre de M.Barret, un policía que continuaría cazando criminales en la isla.
En Inglaterra, Marcia continuó la escuela. Pero todo cambió drásticamente en 1962 cuando la artista (que acababa de cumplir 16 años) se dio cuenta de que estaba embarazada. “No sabía que me había ocurrido. Fue un breve lío amoroso, y no intenté casarme con el padre de Wayne” recuerda Marcia. Eran tiempos duros para ella: bañar al niño por la mañana, criarle y llevarle a la guardería, mientras ella misma iba a la escuela. En aquel entonces, no era normal para una madre jovencita ir a la escuela, pero ella  lo logró, gracias a su madre que fue su gran apoyo. Incluso logró terminar con buenas notas.
Como madre soltera no tenía mucho tiempo libre, pero su madre era comprensiva y daba a su hija la oportunidad de estar con sus amigos e ir a la discoteca una vez por semana, mientras cuidaba de su nieto. Fue en una de esas noches cuando Marcia fue descubierta en una discoteca. “La música de la banda era fantástica y yo estaba loca,” recuerda. “Dejé sueltas mis emociones, no pensé en lo que dijera la gente.” Pero la gente la estimuló, y el cantante y Marcia se enamoraron. “Supongo que en él vi la oportunidad de una nueva vida”.
Cuando la banda tenía espectáculos en otras ciudades, Marcia iba con ellos y bailaba como sólo gente que siente la música en el alma, sabe bailar. Después de unos cuantos meses, la relación entre Marcia y el joven cantante acabó. Marcia entonces se trasladó a Alemania, allí obtuvo trabajo como bailarina en la discoteca “Top Ten” de Hamburgo. Pero después de cuatro meses, tuvo que volver a Londres, volver a una vida rutinaria con un trabajo humilde como secretaria.
Una  vez en Alemania, Marcia comenzó a ir de gira por las discotecas durante cinco años, cantando canciones como SON OF A PREACHER MAN, OH HAPPY DAY, BIG SPENDER y BELFAST. De hecho, BELFAST fue escrita originalmente para Marcia, y  unos pocos años después Frank Farian la grabó con BONEY M. En esa época, Marcia también grabó su primer sencillo que se editó bajo el sello discográfico Metronome en 1971: COULD BE LOVE y IT’S TIME TO GO. De vez en cuando también cantaba como telonera, para cantantes alemanes como Karel Gott o Rex Gildo. “Me daba igual. Lo más importante para mí era que tuviera la oportunidad de cantar y que al público le gustara. Entonces estaba feliz.”
Aunque no fue rica con su trabajo de cantante, al menos se podía permitir el lujo de enviar dinero a su madre y a su hijo instalados en Inglaterra, para que pudieran comprar una casa y cuidar a su hijo. En cuanto tenía la oportunidad, iba en avión a casa para estar con su hijo.
Entonces cuando tuvo la oportunidad de ir a una audición para un proyecto más prometedor de Frank Farian –un nombre que no conocía– ella aceptó. Cantó MY GIRL de Otis Redding y GET READY, y él (Frank Farian) estuvo convencido, recuerda en un programa de televisión. Junto a ella en ese grupo llamado BONEY M. estaban Bobby Farrell, Maizie Williams y Claudja Barry. Cuando Claudja se fue porque no creía en el futuro del grupo, Marcia sugirió al productor que se pusiera en contacto con una amiga suya llamada Liz Mitchell (que tenía experiencia).
Cuando Farian comenzó a grabar con esta formación un disco que sería editado más tarde con el título TAKE THE HEAT OFF ME, Marcia reconoció que no tenía ninguna oportunidad con su repertorio. Había algo nuevo en este sonido, muy dinámico, y aunque a ella le gustaba más el soul y el jazz, se acostumbró y le fue gustando.
Cuando BONEY M. después de un estreno sensacional con éxitos como DADDY COOL y SUNNY empezaron a girar, añadieron el repertorio de Marcia, incluso BELFAST. Aunque Marcia sólo cantó una quinta parte de las vocales como cantante principal, siempre era una cumbre para los fanes. Mientras la voz de Liz Mitchell estaba más apta para la radio, la voz de Marcia siempre tenía un aire de drama. Su interpretación de TAKE THE HEAT OFF ME, la canción de estilo “sexy” de SILENT LOVER o NO TIME TO LOSE lo prueba. Y con los sencillos BELFAST y WE KILL THE WORLD, era capaz de cantarlas no sólo con su voz oscura y mística, sino también con su aura. En 1980 grabó un sencillo como solista YOU / I’M LONELY. Fue una prueba más para saber cual era su posición, más que un cantante del grupo. El sencillo no tuvo mucha aceptación en las pistas –los fanes no aceptaban una carrera solista de sus cantantes favoritos–.
Cuando se disolvió BONEY M. en 1989, trató (junto a sus colegas Maizie Williams y Bobby Farrell) de continuar con el sencillo EVERYBODY WANTS TO DANCE LIKE JOSEPHINE BAKER en el que puso a prueba la extensión de su voz. No obstante, un juicio sobre los derechos del nombre de BONEY M. puso un tope definitivo a ese proyecto, y más tarde no tuvo la energía de apelar. Ya estaba claro que sufría una enfermedad grave –cáncer mamario– que marcaría su vida los próximos años.
Desde 1997 hasta la actualidad Marcia ha trabajado y editado diversos trabajos en solitario. Muchos de sus fanes de la etapa de BONEY M. están encantados con ella, por su fuerza, carisma y lucha constante. Es una superviviente nata que cuenta con una gran legión de fieles seguidores.

## Los primeros años
Barrett se crio en Inglaterra y en la década de 1960 se trasladó a Alemania. Se unió a una banda y estuvo de gira con Karel Gott y Rex Gildo. En 1971 firmó con Metronome Records e hizo su primer disco "Could Be Love" escrito por Drafi Deutscher. No obtuvo buenas ventas, pero siguió de gira con canciones como "Son of a Preacher Man", "Oh Happy Day", y "Big Spender".

## Los años Boney M.
En 1975 se unió a Boney M., un grupo de modelos, bailarines y cantantes, proyecto creado por Frank Farian, para hacer actuaciones en discotecas y telelvison de "Baby Do You Wanna Bump", una canción grabada por Farian. El single se vendió en los países Benelux . 
Cuando la cantante Claudja Barry abandonó la formación, a principios de 1976, Marcia Barrett sugirió para reemplazarla a una compañera de Jamaica, Liz Mitchell, quien se integró como cantante y junto con Frank y Barrett grabaron "Daddy Cool" y el primer álbum de Boney M., Take the Heat Off Me, en 1976. Después de una aparición en el programa de la televisión alemana Musikladen en septiembre el grupo estaba en las listas de éxitos de toda Europa, y una serie de singles y álbumes exitosos siguieron durante la siguiente década.
Boney M. contó con cuatro miembros oficiales pero solo Marcia y Liz Mitchell estaban en el estudio de grabación en las canciones de Boney M. como voces femeninas, junto a Frank Farian (y desde 1982 hasta 1985 un nuevo miembro masculino, Reggie Tsiboe) proporcionaron las voces masculinas que Bobby Farrell imitó en los espectáculos.
Mientras que Liz Mitchell era considerada como la cantante principal debido a su mayor número de voces, Marcia contribuyó armonía en las canciones bien conocidas de todo el grupo y comparte el liderato con Liz en éxitos como "Ma Baker", "Rasputin" y "Gotta Go Home". También dirigió en un par de temas en cada uno de los álbumes de estudio del grupo hasta "Christmas Album" (1981), que incluye el título del primer álbum "Take the Heat off Me" y "Lovin' or Leavin". Estos también vieron la luz como «Marcia Barrett en solitario» en 1977. A partir del segundo álbum de Marcia, de sus años en solitario Love for Sale, "Belfast" se convirtió en el segundo sencillo del álbum y número 1 en Alemania y Top 10 en Europa. Ese álbum incluye "Silent Lover".

## Vida después de Boney M.
"La vida después de Boney M. querida, he estado en el infierno y de regreso", dijo Marcia en una entrevista de radio en noviembre de 2001. Después de que el grupo se separó en 1990, Marcia estaba grabando temas de rock en Múnich cuando le fue diagnosticado un cáncer de ovario. Tuvo un segundo ataque, y no podía trabajar. 
Por último, en 1997, comenzó a trabajar con el productor Scott Christina, concentrándose en música para las pistas de baile. El álbum resultante, "Supervivencia", apareció en noviembre de 1999; dos nuevas canciones, una de Boney M. (un gran éxito número 1) "Rivers of Babylon" y una nueva canción llamada "Seasons" sonaron en un programa de radio holandesa, pero ninguna tuvo repercusión.
En 2003, graba un EP benéfico No War! Peace & Love (EP) que fue lanzado como una protesta en contra de la intervención militar de USA en Irak. Generó 295 dólares que fueron destinados para el War Child (organización de ayuda para los niños que sufren las consecuencias de la guerra).
Marcia grabó su segundo álbum , Come Into My Life, en 2005: se incluye una versión de "Hey Joe"￼￼ (popularizada por Jimmy Hendrix), una nueva versión de "Belfast", así como grabaciones originales escritas por ella y su marido Marcus, además de un cover instrumental de Fleetwood Mac, "Albatross", en el que Marcia añadió sus propias letras (con autorización del autor de la canción, Peter Green), y el tema "Rip It Up", formaron parte de la lista de canciones. 
En la actualidad, hace espectáculos con su propia formación de Boney M. 
En octubre de 2007 Marcia rechazó una canción para el álbum Disco 2008 , un proyecto llevado a cabo por el productor británico Ian Levine. 
En octubre de 2007, ella y su formación de Boney M. fueron invitados por el presidente Mikhail Saakashvili para actuar en Osetia del Sur en Georgia. El 8 de marzo de 2008, Marcia actúa con su grupo en los jardines del Palacio de Bangalore, la India, como "Boney M. featuring Marcia Barrett". En 2009 pone en marcha Xoah Records. El primer lanzamiento en el Sello es un remix de un tema de su álbum Survival, "Seeing Is Believing", lanzado el 6 de marzo de 2009, seguido de "I Do not Know Why". Después de haber anunciado que continuaría con su 3° álbum en solitario Strange Rumours, tuvo que suspenderlo al ser golpeada por la aparición de un nuevo cáncer.